# ワンズワース
ワンズワース（英: Wandsworth, [ˈwɒnzwərθ]）は、ワンズワース区に含まれるロンドン南西部の地区である。チャリング・クロスから4.6マイル (7.4 km)の位置にある。この地区はロンドン・プランにおいて、グレーター・ロンドン中の主要地点35の1つに選ばれている。

## 地名の由来
ワンズワースの名前は、この地区でテムズ川に注ぎ込むワンドル川から取られている。ワンズワースの名前は、1086年のドゥームズデイ・ブックに、"Wandesorde" や "Wendelesorde" として記録されている。これは「Waendel（という名前の人）の土地」という意味だが、この名前もワンドル川から借用したものである。この地区を内包するワンズワース区と区別するため、地区の大部分に渡る、かつての「ワンズワース地区」 (en) と「メトロポリタン・バラ・オブ・ワンズワース」 (en) にあたる地域は、「ワンズワース・タウン」としても知られている。

## 歴史

1916年に作られた「メトロポリタン・バラ・オブ・ワンズワース」の地区を表す地図。

ドゥームズデイ・ブック（1086年）が作成された当時、ワンズワース地区はアンスカルフィ（英: Ansculfy）の息子ウィリアムと、聖ワンドリル修道院が分轄していた。ドゥームズデイ・ブックには、面積が12ハイドで、5½ハイドの耕作地と22エーカー (89,000 m2)の草地が存在すると記録されている。土地の価値は9ポンドとされた。少なくとも16世紀初期までには、ワンズワースへの連続した移民の波が訪れている。1590年代の迫害から逃れ、オランダからやって来たプロテスタントの金属細工師たちから、近年東ヨーロッパのEU加盟国からやって来た人々に至るまで、この地区は多様な人々を受け入れてきた。
ワンズワース・タウンの中心とテムズ川の間には、ヤング・アンド・カンパニーズ・ラム醸造所の敷地が存在する。伝統的な樽ビールは、1581年から425年間この場所で醸造され続け、ラム醸造所は、継続してビール醸造を行っている英国最古の醸造所になった。シャイヤー馬が描かれた醸造所のドレイは、現在でも地元のパブにビールを運ぶ際に使用されている。ヤングスは、2006年9月にベッドフォードのチャールズ・ウェルズと合併した際にワンズワースでの醸造を停止したが、現在でも1人の職人が少量ながらこの場所での醸造を続けている。また、2012年には、この場所を住宅地とショッピング・レジャー施設が併設する地域として再開発する計画が持ち上がっている 。 
ワンズワースガス工場は、ワンズワース橋近くのテムズ川沿いに1834年に建設された。事業は1854年にワンズワース・アンド・パトニー・ガスライト・アンド・コーク・カンパニー（英: Wandsworth and Putney Gaslight and Coke Company (en) ）となり、1856年にはアクト・オブ・パーラメント（英: Act of Parliament）と合併している。 石炭ガスを作るための石炭はノース・イースト・イングランドから運び込まれ、ガス工場脇のテムズ川で荷下ろしされた。会社は数度の合併と買収を経て大きくなり、1936年までにはロンドン南西部のかなり広範囲にガスを供給するようになった。会社の名前は合併や近隣会社による買収の度に変更されていたが、1936年からは一貫して「ワンズワース・アンド・ディストリクト・ガス・カンパニー」（英: Wandsworth and District Gas Company (en) ）との名称が使われている。会社は1949年に国営化され、サウス・イースタン・ガス・ボード (South Eastern Gas Board) の一部に組み込まれている。

## 地理

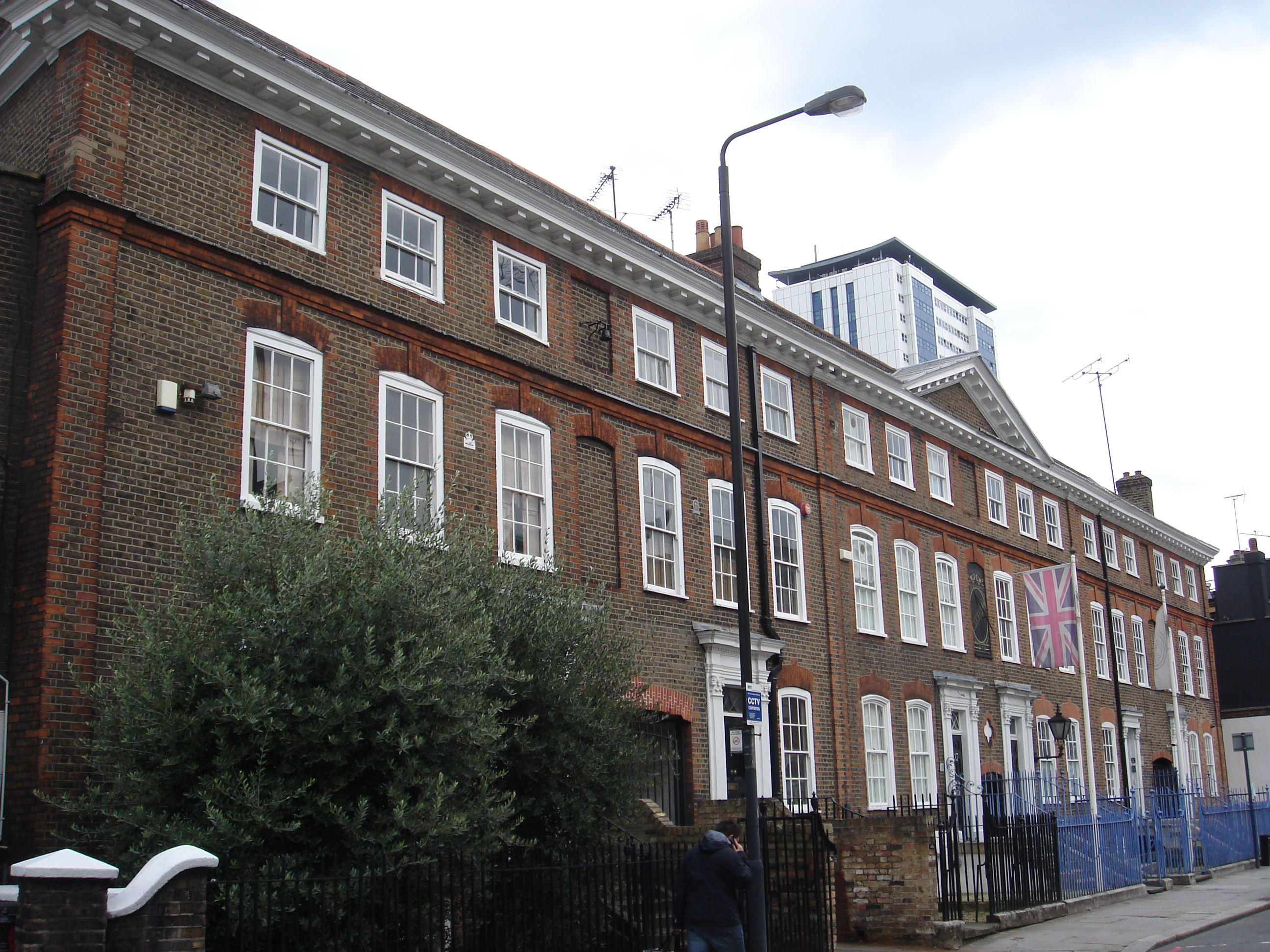
チャーチ・ロウ (Church Row, 1–6, Wandsworth Plain, London SW18)

川沿いの以前埠頭が存在した地域は、現在新しいアパートメントが建ち並ぶ区域になっており、バーやレストランもいくつか開店している。シップ・イン（英: the Ship Inn）やウォーターフロント（英: the Waterfront）といった有名パブは、それぞれワンズワース橋両端の西側・東側に位置している。
ワンズワース・コモンはテムズ川から少し離れた、イースト・ヒルの頂上にあり、地域で「トーストラック」（英: "the Toast Rack"）として知られる高級タウンハウス街に隣接している。また同じ地域には、レストランシェ・ブルースがあるが、この店はかつてハーヴェイズ（英: Harveys）として知られた店で、シェフのゴードン・ラムゼイはここで修業をしていたほか、1999年にミシュランの1つ星を獲得したブルース・プールが共同経営者を務めている。この地区にはロイヤル・ヴィクトリア・ペイトリアティク・ビルディングがあり、建物の中にはフラットや演劇学校・レストランが入っている。
トンズリーズ / オールド・ヨーク・ロード（英: The Tonsleys/Old York Road）は、テムズ川と街の中心部両方に程近い、オールド・ワンズワースの住宅街で、街の名前によくトンズリー（英: "Tonsley"）との単語が含まれるためこう呼ばれている。オールド・ヨーク・ロードの中心にあるカフェや店舗では、村の生活を思わせるような雰囲気が漂っている。この地区にはロイヤル・スタンダード（英: the Royal Standard）イースト・ヒル（英: the East Hill）、アルマ（英: the Alma）といった3つの有名パブが存在する。ブレイディのフィッシュ・レストラン（英: Brady's Fish Restaurant）では伝統的なフィッシュ・アンド・チップスが販売されている。この地区は、BBCのテレビシリーズ『アウトナンバード』で使用されている。ワンズワース・コモンの西端と接するイースト・ヒル地区は、多数のヴィクトリア朝建築が立ち並ぶエリアである。
ワンズワース・ハイ・ストリートには、映画館とレストランの複合施設・サウスサイド・ワンズワースが建っている（以前はアーンデイル・センターと呼ばれていた）。ショッピングセンターの陰にはジョージ王公園が存在し、縁には上流のアールスフィールドから、南のウィンブルドンまで流れ込むワンドル川が流れている。
ワンズワース博物館は、以前ヴィクトリア図書館が存在したウェスト・ヒルに位置し、2007年にこの場所へ移転してきた。ド・モーガン・センターは現在この博物館内に存在し、ヴィクトリア朝の芸術作品コレクションを所蔵している。航空工学のパイオニアであるアリオット・ヴァードン・ローを讃えるグリーン・プラークは、ワンズワース・カウンシルとヴァードン＝ロー家の人々が出席して除幕された。このプラークは、ウェスト・ヒル47番地の兄弟宅にローが構えた作業場に付けられ、A3 沿いのワンズワース・ファイア駅近くに位置している。
ワンズワース橋のラウンドアバウト真下にある地下通路は、スタンリー・キューブリックの『時計じかけのオレンジ』中で、ホームレスが襲われるシーンに登場する。

## 交通手段
最寄り駅はワンズワース・タウン駅、ワンズワース・コモン駅（クラパムジャンクション駅から1駅、ヴィクトリア駅まで12分）、アールスフィールド駅（クラパムジャンクション駅から1駅、ウォータールー駅まで12分）である。

## 教会
諸聖人教会は、12世紀に遡るワンズワース地区の元々の教区教会であり、現在の建物は大部分が18世紀の建築である。聖アン教会とホーリー・トリニティ・チャーチは、人口増加に伴って19世紀に建設された。

## ワンズワース刑務所
1851年に建設されたワンズワース刑務所はカテゴリBの男性囚人用刑務所である。この刑務所はロンドン最大であるだけでなく、同じ収容人数のリヴァプール刑務所と並んでヨーロッパ最大の刑務所の1つである。